# 界面新闻
《界面新闻》是上海报业集团于2014年9月建立的财经商业新闻媒体，旗下产品包括财联社、蓝鲸财经和摩尔投研。

## 历史
上海报业联合小米科技、360、海通证券、国泰君安、联想弘毅、卓尔传媒推出“界面”网站。其口号是“只服务于独立思考的人群”，目标读者为“中国新兴的中产人群”。
2015年1月25日，北京发起成立了自媒体联盟—界面联盟（JMedia）。
2017年底，界面新闻通过换股的方式，完成对蓝鲸·财联社的整体并购。

## 内容
界面网站的产品或特殊板块包括：摩尔（金融）、歪楼（世界趣闻）、正午（故事写作）、尤物（在线商店）等。
界面新闻以商业、财经新闻为核心，布局四大内容版块：商业版块、财经版块、新闻版块、文化生活版块。